# Ortografia dei dialetti dell'Abruzzo
I dialetti d'Abruzzo, in special modo quelli del sottogruppo abruzzese adriatico del gruppo dei dialetti italiani meridionali non posseggono un'ortografia codificata, né esiste alcuna istituzione deputata alla standardizzazione della scrittura e della morfologia di tali dialetti. Gli scritti in dialetto sono per lo più classificabili in due categorie: testi letterari, in particolare poesie e commedie teatrali, e repertori di vocaboli, espressioni, toponimi, ad uso scientifico o culturale. In nessuno dei due contesti si è sviluppata un'ortografia condivisa.
In questo contesto frammentato, infatti, sono almeno tre gli approcci ortografici che vengono utilizzati:
- scrittura fonetica, secondo l'alfabeto fonetico internazionale
- scrittura "intuitiva", largamente modellata sull'italiano
- scrittura etimologica

## Scrittura fonetica
Usata per riprodurre nella maniera la più fedele possibile le sfumature fonetiche dei diversi dialetti, questo tipo di ortografia si serve dei simboli IPA o comunque di simboli speciali, usati in trascrizione per lo più fonologica. 

## Scrittura intuitiva
Di gran lunga la più utilizzata in testi poetici e narrativi l'ortografia intuitiva prevede, tra l'altro:
- l'utilizzo del grafema <e> per trascrivere la vocale atona (o scevà) [ə], ad es. chenosce 'conoscere'
- l'utilizzo del grafema <i> per trascrivere lo scevà protonico, ad es. giuvinette 'signorina', pinzire 'pensiero'
- l'utilizzo del grafema <jj> per trascrivere una consonante prossima alla laterale palatale doppia italiana [ʎʎ], ad es. pajje 'paglia'
- l'assenza di distinzione dell'apertura delle vocali, come in italiano, ad es. nove 'nuovo' e solde 'soldo'
- la concrezione della preposizione in, ad es. mmezze 'in mezzo', 'ncampagne 'in campagna'
- la scrittura esplicita dei raddoppiamenti iniziali, ad es. cchiù 'più'
- il segno distintivo per l'apocope e talvolta l'aferesi, ad es. 'nche 'con', purtà' 'portare'
- la scrittura esplicita di fenomeni di epentesi, ad es. balecone 'balcone, holepe 'volpe', bavujje 'baule', po' resse 'può essere', aricorde 'ricordo'

Alcune alternanze nell'ortografia sono dovute alla particolare pronuncia di alcuni nessi consonantici, come:
- consonanti sorde precedute da [m], [n], ad es. campe/cambe 'campo', vente/vende 'vento', 'ncore/'ngore 'ancora', pense/penze '(io) penso';
- [s] davanti a [t] e [d], talvolta scritta alla maniera introdotta da Finamore con il diacritico <š>, ad es. štanze, šdoppie, šdentate
- vocali allungate dalla caduta di [l] successiva, per le quali talvolta si usa l'accento circonflesso, ad es. âtre/atre 'altro'

Autori notevoli che hanno impiegato questa ortografia sono Modesto Della Porta fra i poeti e Gennaro Finamore fra i dialettologi. A titolo d'esempio, si riporta una versione della nota canzone ortonese Vola vola vola (Albanese-Dommarco, 1908), la quale mostra alcune delle soluzioni ortografiche sopra elencate:
lu tempe belle de la cuntentèzze,
quande pazzijavàm'a vola vola
e ti cupré di vasce e di carezze.
E vola vola vola
e vola lu pavone;
si tie' lu core bbone
mo' fàmmece arpruvà.
Na vôte pe' spegnà lu fazzulette
so' state cundannate di vasciarte.
Tu ti sci' fatte rosce e mi sci' dette
di 'nginucchiarme prime e d'abbracciarte.
E vola vola vola
vola la ciamarèlle;
pe' n'ora cuscì belle
m'ûlésse sprufunnà.
Allor'î' na pupuccia capricciose,
purtì li trecc-i-appése e lu fruntine:
mo' ti sci' fatte seria e vruvignose,
ma ss'uocchie me turmente e mi trascine.
E vola vola vola
vola lu gallinacce;
mo' se mi guardi 'n facce
mi pare di sunnà.
Come li fiure nasce a primavere
l'amore nasce da la cittelanze.
Marì, se mi vuo' bbene accòme jere,
ne' mmi lavà stu sonne e sta speranze.
E vola vola vola
e vola lu cardille;
nu vasce a pizzichìlle
ne' me le può negà.»
Un'altra versione, che mostra un diverso uso di apostrofi ed accenti, non sempre coerente:
lu tempe belle de la cuntentezze, 
quande pazzijavame a vola vola 
e te cupre’ de vasce e de carezze.
E vola, vola, vola, vola, vola 
e vola lu pavone, 
si tiè lu core bbone 
mo fammece arpruvà.
‘Na vote pe’ spegnà lu fazzulette, 
so’ state cundannate de vasciarte. 
Tu te scì fatte rosce e me scì ditte 
di ‘nginucchiarme prima e d’abbracciarte.
E vola, vola, vola, vola 
e vola la ciaramella, 
pe' n'ore cuscì belle vulesse sprufunnà. 
Nà vota 'r'na pupuccia capricciosa, 
purtive trecci appese e lu fruntine, 
mo ti si fatte serie e vruvignose, 
ma ss'ucchie me turmente e me trascine.
E vola, vola, vola, vola 
e vola lu gallinacce, 
mo si ti guarde ‘n facce 
mi pare di sugnà.
Come li fiure nasce a primavere, 
l’ammore nasce da la citilanze. 
Marì, si mi vuò bbene e accome jere, 
né mi luvà stù sogne e sta speranze.
E vola, vola, vola, vola 
e vola lu cardille, 
nu vasce a pizzichille 
né mi le può negà.»

## Scrittura etimologica
Mentre a Napoli, capitale del Regno delle Due Sicilie, il principio di scrittura etimologica costituì l'ortografia tradizionale almeno dal XVI secolo fino ai primi anni del Novecento (fino, cioè, alla riforma ortografica "fonetica" proposta da Salvatore Di Giacomo), i dialetti abruzzesi non hanno mai avuto una simile tradizione. Una proposta in tal senso, piuttosto isolata, è stata in tempi recenti avanzata dallo studioso celanese Eligio Villa. L'applicazione del principio etimologico alle parlate abruzzesi prevederebbe:
- la scrittura degli accenti tonici grave ed acuto sulle <e> ed <o> toniche, e su tutte le toniche non piane
- la distinzione grafica fra <e>, <o> ed <a> postoniche, tutte pronunciate come [ə], basata sull'etimologia latina, ad es. sàbbato</e> 'sabato', doméneca 'domenica', fasciule 'fagioli'
- l'utilizzo di <i> ed <u> per scrivere le atone protoniche anche non etimologiche, ad es. surèlla 'sorella', gilusia 'gelosia'
- l'utilizzo del grafema <gli> per trascrivere il suono [ʎʎ], ad es. paglia 'paglia'
- l'utilizzo del grafema <v> per trascrivere la semiconsonante iniziale [w], ad es. vardà 'guardare'
- la scrittura separata della preposizione 'in', ad es. 'n campagna 'in campagna'
- i segni distintivi per l'apocope e l'aferesi, ad es. 'nche 'con', purtà' 'portare'
- l'assenza di raddoppiamenti iniziali, ad es. chiù 'più'
- mantenimento delle consonanti sorde precedute da [m], [n], ad es. campo, vènto 'vento'

La trascrizione della canzone Vola vola vola secondo l'ortografia etimologica sarebbe:
lu tempo bello de la cuntentézza, quanno pazzijavamo a vola vola e te cupré(vo) de vasce e de carezze.
E vola vola vola e vola lu pavone; si tiè' lu core bono mo' fàmmece arpruvà'.
'Na vota pe' spegnà' lu fazzuletto so' stato cundannato de vasciarte. Tu te sci' fatta roscia e mi sci' detto de 'nginucchiarme prima e d'abbracciarte.
E vola vola vola vola la ciamarèlla; pe' n'ora cuscì bella me vulésse sprufunnà'.
Allora ì(ve) 'na pupuccia capricciosa, purtì(ve) le trecce appése e lu fruntino: mo' te sci' fatta seria e vruvignosa, ma 'ss'uocchie me turmènte(no) e me trascìne(no).
E vola vola vola vola lu gallinaccio; mo' se me varde 'n faccia mi pare de sunnà'.
Come li fiure nàsce(no) a primavera l'amore nasce da la cittolanza. Marì, se mi vuo' bene accome jère, ne' mi levà' 'stu sònno e 'sta speranza.
E vola vola vola e vola lu cardillo; nu vascio a pizzichillo
ne' mi lo può' negà'.»